# 博克申
50°37′9″N 26°51′12″E / 50.61917°N 26.85333°E
博克申（烏克蘭語：Бокшин），是烏克蘭西北部的村莊，隸屬里夫內州的里夫內區。該村始建於1577年，面積0.55平方公里，2001年人口99，人口密度每平方公里178.7人。